# Каплан-Ингель, Роберт Исаакович
Роберт Исаакович Каплан-Ингель (1884—1951) — советский архитектор и историк науки, первый директор Музея М. В. Ломоносова АН СССР.

## Биография
Инженер-архитектор по образованию. С конца 1930-х годов сотрудник института Этнографии АН СССР в Ленинграде, на должности архитектора в Отделе оформления Кунсткамеры. Позднее — заведующий Отделом оформления.
В конце 1941 года была начата эвакуация сотрудников института и музея, однако, необходимо было оставить нескольких сотрудников для охраны неэвакуированных коллекций и устранения последствий обстрелов здания Кунсткамеры. В начале 1942 года Президиум АН СССР постановил назначить Р. И. Каплан-Ингеля Уполномоченным по охране музея.
С 1945 года по инициативе Президента АН С. И. Вавилова принимал участие в разработке концепции научно-мемориального музея и академического центра изучения наследия М. В. Ломоносова. В результате этой работы в 1947 года открылся Музей М. В. Ломоносова АН СССР, первым директором которого и стал Р. И. Каплан-Ингель.
Один из наиболее известных экспонатов этого музея — Большой Готторпский Глобус — был размещён в здании Кунсткамеры, в башне, которую Р. И. Каплан-Ингель восстановил специально для его установки. В 1947 году Р. И. Каплан-Ингель обратился к Президенту Академии наук СССР С. И. Вавилову с предложением поставить вопрос о размещении возвращаемого в СССР из Германии Большого Академического (Готторпского) глобуса в реконструируемой башне здания Кунсткамеры и передаче глобуса Академии наук. Глобус был установлен в башне здания в 1948 году Каплан-Ингель также является автором нескольких мемориальных досок в Санкт-Петербурге.

## Семья
- Брат — Александр Исаакович Каплан-Ингель
- Сестра — Мария Исааковна Каплан-Ингель (1891—?) — хирург
- Сестра — Ида Исааковна Каплан-Ингель (1903—1999)
- Племянник — С. М. Слонимский[5]

## Публикации
- Каплан-Ингель Р. И. О реставрации здания бывшей Петровской Кунсткамеры (ныне здания института и музея этнографии) // Краткие сообщения Института этнографии. Вып. 2. — Л., 1947. — С. 90-94.